# 中国地理研究所
中国地理研究所是中华民国大陆时期的地理学研究机构。

## 历史沿革
1937年中央研究院开始筹建中国地理研究所，聘请李四光为筹备处主任，后因战乱等问题未果。
1940年8月，由行政院管理中英庚款董事会创建的中国地理研究所在重庆北碚正式成立，黄国璋任所长。1946年上半年，黄国璋辞职，李承三代理所长。1946年8月，中英庚款董事会无法维持中国地理研究所，研究所改隶国民政府教育部，林超任所长。1947年夏，迁至江苏南京。1948年至1949年由罗开富代理所长。
1949年4月23日，中國共產黨領導的解放軍於渡江戰役取得勝利，南京被解放軍佔領。6月，研究所由南京市军管会文教部接管。1950年4月，移交中国科学院。